# Brevicornu sakhalinense
Brevicornu sakhalinense är en tvåvingeart som beskrevs av Zaitzev 1996. Brevicornu sakhalinense ingår i släktet Brevicornu och familjen svampmyggor. Inga underarter finns listade i Catalogue of Life.